# Ревела буря (песня)
«Ревела буря» («Ермак») — народная переработка думы К. Ф. Рылеева «Смерть Ермака». Слова написаны в 1821 году и описывают гибель казачьего атамана Ермака в водах Иртыша.
Песня входила в репертуар Фёдора Шаляпина, исполняется хором Пятницкого. Фрагменты песни использованы в кинофильмах  «Чапаев» (1934), «Сказание о земле Сибирской» (1947), «Рядовой Александр Матросов» (1947), «Сельский врач» (1951), «Окраина» (1998).